# Джунгарски хомяк
Джунгарският хомяк (Phodopus sungorus) е вид бозайник от семейство Хомякови (Cricetidae).

## Разпространение и местообитание
Разпространен е в Казахстан и Русия.